# Hitoki Iwase
Hitoki Iwase (岩瀬 仁紀) (Aichi, 10 de novembro de 1974) é um jogador japonês de beisebol, desde 1999 no Chunichi Dragons. É um dos melhores arremessadores reservas canhotos na história do beisebol japonês. Em 2005, ele anotou 46 salvamentos com uma ERA de 1,88, superando o recorde de salvamentos numa temporada, antes de Kazuhiro Sasaki. Foi medalhista de bronze com a seleção japonesa nas Olimpíadas de 2004.